# Edificio República (Entel)
El Edificio República (antes conocido también como Edificio ENTel) es un edificio de oficinas en torre de estilo brutalista ubicado en la esquina céntrica de la Avenida Corrientes y la calle Maipú, en ciudad de Buenos Aires, Argentina.

## Historia

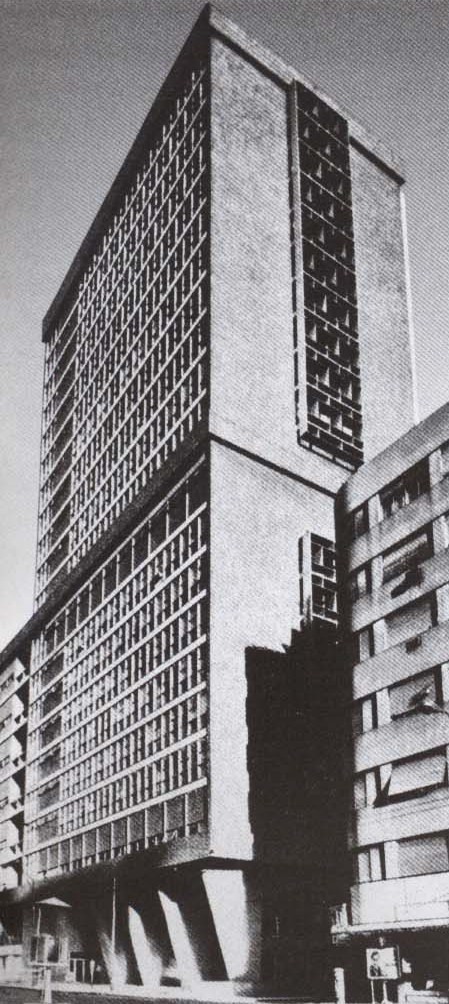
Aspecto original del edificio, en 1965.

Fue diseñado en 1951 por el estudio SEPRA (Sánchez Elía, Peralta Ramos y Agostini) para alojar las oficinas de la empresa telefónica estatal ENTeL (Empresa Nacional de Telecomunicaciones); construido a partir del 23 de febrero de 1955 por la Constructora de Obras Públicas (COPEN) e inaugurado en 1964. Su presupuesto incicial de m$n 49.000.000 terminó elevado al momento de su terminación a 379.000.000. Funcionando como central telefónica, tenía capacidad para 50.000 líneas.
En 1990, en el marco de la Ley de Reforma del Estado impulsada por el gobierno de Carlos Menem en 1989, ENTeL pasó a manos privadas, y la empresa Telefónica de Argentina S.A. se hizo cargo del edificio República.

## Arquitectura

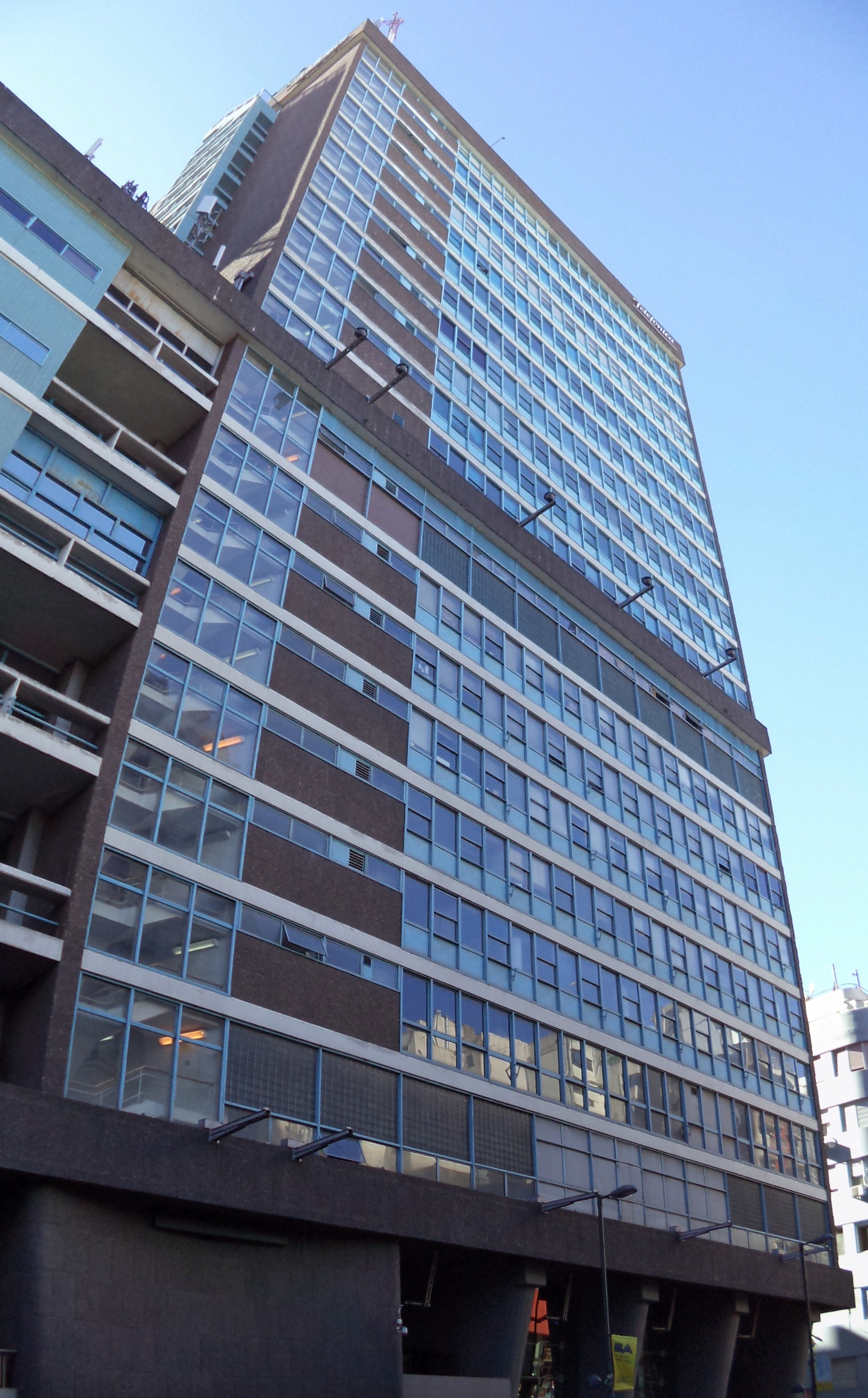
Fachada vidriada a Av. Corrientes.

Su estructura de hormigón armado posee dos subsuelos, una planta baja abierta (influencia de la teoría de Le Corbusier de la planta baja libre) donde se apoyan las columnas dispuestas en "V" que sostienen los pisos superiores y dos bloques: uno de ocho pisos para la central automática, y otro en torre que es el elevado sobre columnas, de oficinas administrativas. Este nivel de acceso libre luego fue ocupado con un local comercial, hoy en día remodelado en una estructura de vidrio sostenida por tensores. Aunque esta desvirtuación de la idea original de planta libre podría ser criticada, también es cierto que en 1982 el arquitecto Mario Sabugo comentaba que “(...) funcionaba más como ventisquero que como plaza (...)”. También Pancho Liernur comenta la influencia directa de la Unité d'Habitation de Marsella del gran arquitecto suizo, aunque también es crítico del proyecto de SEPRA al señalar que “Las proporciones, cuidadosamente estudiadas en Marsella mediante trazados y el modulor fueron distorsionadas, resultando estirado el edificio (...). Pese a que SEPRA continuó por un camino de búsquedas, los edificios mostraban los límites del exhibicionismo formal basado en la repetición de arriesgadas piruetas, en la medida en que no se contara con una importante dosis de creatividad local.”

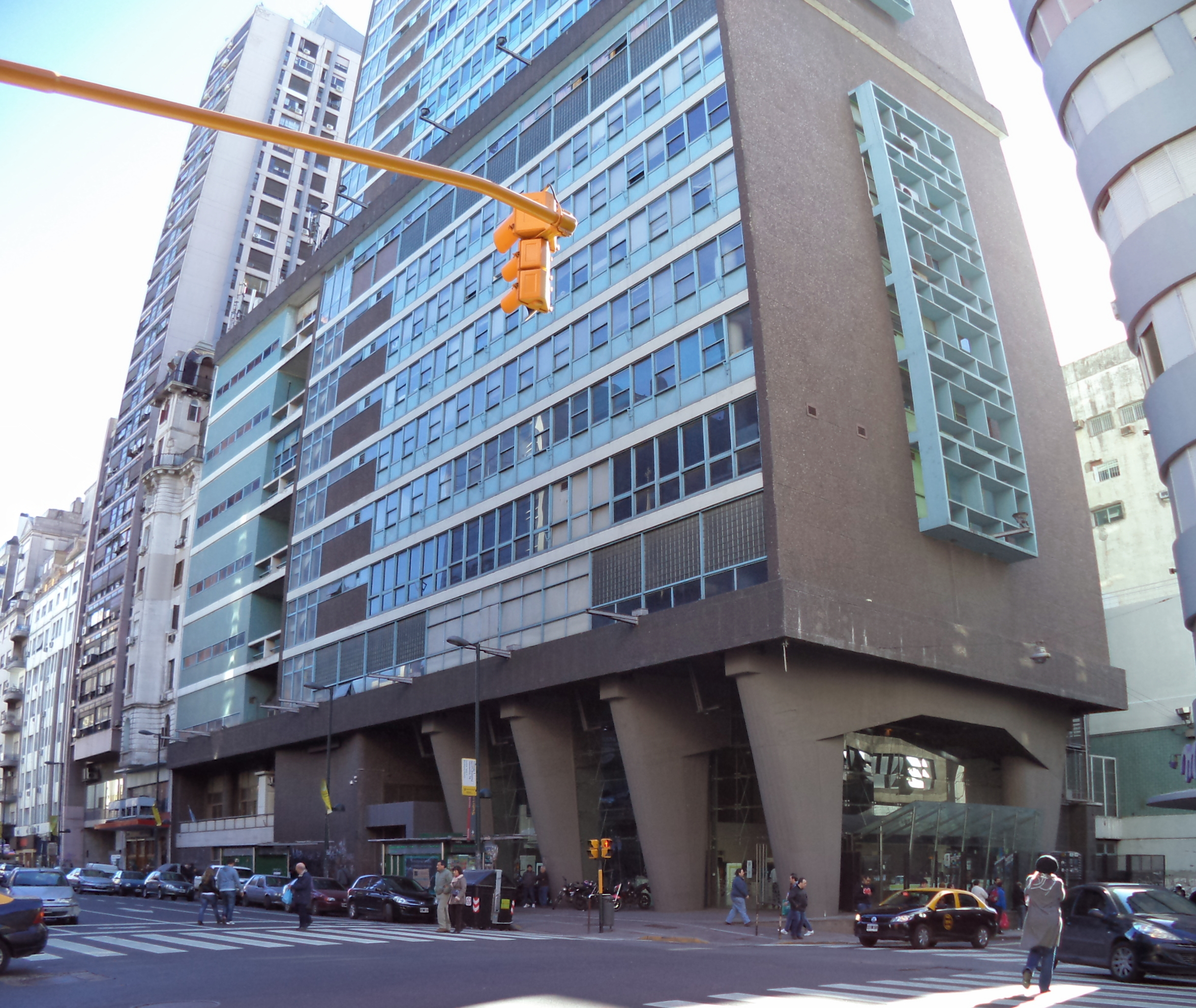
Los pórticos brutalistas que sostienen al edificio hacen referencia a la Unité d'habitation de Le Corbusier.

La influencia de Le Corbusier se lee también en el tratamiento de los aventanamientos y el revestimiento de la fachada con canto rodado, ya que el Edificio República es un diseño con elementos de la arquitectura brutalista, una corriente impulsada por dicho arquitecto y en boga durante las décadas de 1950 y 1960. En el República, la fachada sur es completamente vidriada, mientras las otras tres fachadas (se trata de un edificio en semi-torre con perímetro libre) poseen aventanamientos de fuerte verticalidad y modulados con una serie de brise-soleils con patrones ortogonales). Sobre la fachada norte se eleva la escalera de emergencias, una estructura externa y metálica en caracol. El basamento de acceso sobre la Avenida Corrientes posee un revestimiento de canto rodado generando fuertes texturas sobre los muros ondulados.